# My Way (album d'Usher)
Pour les articles homonymes, voir My Way (homonymie).
Albums de Usher
Usher
(1994) 8701
(2001)
My Way est le second album studio du chanteur américain Usher sorti le 16 septembre 1997 sur le label LaFace Records aux États-Unis et le 26 février 1998 en France.
Avec plus de 7 millions de ventes à travers le monde, c'est le second album le plus vendu d'Usher (après Confessions). L'album a obtenu 6 certifications de platines aux États-Unis.
L'album est composé essentiellement de mi-tempo et de ballades produites en grande partie par Jermaine Dupri et Kenneth "Babyface" Edmonds, notamment les hits singles You Make Me Wanna... et Nice and Slow.

## Liste des chansons
1. You Make Me Wanna... (Jermaine Dupri, Manuel Seal, Usher Raymond)
2. Just Like Me (avec Lil' Kim) (Jermaine Dupri, Manuel Seal, Kimberly Jones)
3. Nice and Slow (Jermaine Dupri, Manuel Seal, Usher Raymond, Brian Casey)
4. Slow Jam (avec Monica) (Kenneth Edmonds, Belinda Lipscomb, Boaz Watson, Sidney Johnson)
5. My Way (Jermaine Dupri, Manuel Seal, Usher Raymond)
6. Come Back (avec Jermaine Dupri) (Jermaine Dupri, Manuel Seal, Usher Raymond, Joe Cocker, Chris Stainton)
7. I Will (Teddy Riley, Chauncey Hannibal, S. Blair, Erik Williams)
8. Bedtime (Kenneth Edmonds)
9. One Day You'll Be Mine (Jermaine Dupri, Manuel Seal, Usher Raymond, The Isley Brothers, C. Jasper)
10. You Make Me Wanna… (Version étendue) (Jermaine Dupri, Manuel Seal, Usher Raymond)

## Personnel
Crédits de My Way adapté de AllMusic :
- Babyface - Basse, Clavier, Chant (à l'arrière plan), Producteur, Producteur exécutif, programmateur de batterie, programmateur du clavier.
- Butch BelAir, Michael Benabib - Photographe.
- Kyle Bess - Assistante au mixage.
- Paul Boutin, Serban Ghenea, John Hayes, Manny Marroquin, George Meyers, Rob Williams  - Ingénieur.
- Trina Broussard, Jagged Edge, Trey Lorenz, Shanice - Chant (à l'arrière plan).
- Jermaine Dupri - Chant (à l'arrière plan), Producteur, Producteur exécutif, Mixeur.
- Nathan East - Basse.
- Brian Frye, John Frye - Assistante Mixage.
- Jon Gass - Mélangeur.
- Hanes John - Ingénieur, Mixage.
- Jermaine Ramsey, Lil 'Kim - Chant.
- Monica - Chant (bckgr), Interprète.
- Greg Phillinganes - Piano
- Herb Powers - Directeur.
- LA Reid - Producteur exécutif.
- Ivy Scoff - Coordination de la production.
- Manuel Seal, Jr. - Chant (à l'arrière plan), Producteur, Interprète.
- LaKimbra Sneed - Conception.
- Phil Tan - Ingénieur, Mixage.
- Usher - Chant, Chant (à l'arrière plan).
- Randy Walker - Programmation.
- DL Warfield - Direction artistique.
- Sprague Williams - Producteur

## Positions et Certifications
| Nom des charts (1997)                   | Positions | Certification | Nombres de ventes               |
| --------------------------------------- | --------- | ------------- | ------------------------------- |
| Albums Chart au Canada                  | 13        | 2x Platine    | Plus de 200 000 exemplaires     |
| Pays-Bas                                |           | Or            |                                 |
| Albums Chart au Royaume-Uni             | 16        |               |                                 |
| US Billboard 200                        | 4         | 6x Platine    | Plus de 3 790 000 d'exemplaires |
| US Billboard Top R & B / Hip-Hop Albums | 1         | 6x Platine    | lus de 3 790 000 d'exemplaires  |

### Positions à la fin de la décennie
| Chart (1990-1999) | Position |
| ----------------- | -------- |
| US Billboard 200  | 91       |